# Didinium
Didinium (лат.) — род одноклеточных инфузорий, насчитывающий не менее десяти признанных видов. Все они являются свободноживущими хищниками. Большинство из них обитает в пресной и солоноватой воде, но известны три морских вида. Их рацион состоит в основном из парамеций, хотя они также нападают и поедают других инфузорий. Некоторые виды, такие как Didinium gargantua, также питаются нереснитчатыми протистами, в том числе динофлагеллятами, криптомонадами и зелёными водорослями.

## Внешний вид и размножение
Дидинии имеют округлую, овальную или бочкообразную форму и имеют длину от 50 до 150 мкм. Клеточное тело окружено двумя ресничными полосками или пектинеллами: верхней полосой и нижней полосой чуть ниже средней линии. Это отличает их от родственного рода Monodinium, у которого только одна полоса за исключением случаев деления клеток. Пектинеллы используются для перемещения дидиний через воду путём вращения клетки вокруг своей оси. На переднем конце выступает конусообразная структура, поддерживаемая частоколом из жёстких микротрубчатых палочек (нематодесм). Этот конус закрывает цитостом, как и у других инфузорий-гапторий. Размеры этого выступа отличаются у разных видов.
Макронуклеус длинный и может иметь изогнутую, подковообразную или скрученную форму, напоминающую восьмёрку. Сократительная вакуоль и анальное отверстие находятся в задней части клетки.
Как и все инфузории, Didinium размножается бесполым путем с помощью бинарного деления или половым путем после конъюгации.

## История и классификация
В XVIII веке дидинии были открыты натуралистом Мюллером, Отто Фредериком и описаны в его книге Animalcula Infusoria под названием Vorticella nasuta. В 1859 году Штейн, Фридрих фон перенес этот вид в недавно созданный род Didinium, который он поместил в отряд Peritricha, рядом с другими инфузориями, имеющими ресничный край в передней части клетки, такими как Сувойки. Позже в том же веке, согласно таксономической схеме, созданной Отто Бючли, дидинии были исключены из отряда Peritricha и помещены в отряд Holotricha. В 1974 году Джон О. Корлисс создал отряд Haptorida в подклассе Haptoria для «хищных плотоядных форм», таких как Didinium, Dileptus и Spathidium. С тех пор эта группа была отнесена к классу Litostomatea.
Генетический анализ инфузорий класса Litostomatea показал, что они не образуют монофилетическую группу.

## Список видов
Включает следующие виды:
- Didinium aiveolatum
- Didinium armatum
- Didinium balbiani
- Didinium balbianii
- Didinium chlorelligerum
- Didinium cinctum
- Didinium faurei
- Didinium gargantua
- Didinium impressum
- Didinium nasutum
- Didinium rostratum